# Associazione Sportiva "Forte dei Marmi" 1941-1942
Questa voce raccoglie le informazioni riguardanti l'Associazione Sportiva "Forte dei Marmi" nelle competizioni ufficiali della stagione 1941-1942.

## Rosa
| N. |                   | Ruolo | Calciatore          |
| -- | ----------------- | ----- | ------------------- |
|    | Italia (bandiera) | A     | F. Bacigalupi       |
|    | Italia (bandiera) | P     | Angelo Bascherini   |
|    | Italia (bandiera) | A     | Benedetto Benedetti |
|    | Italia (bandiera) | C     | T. Benedetti        |
|    | Italia (bandiera) | A     | Leone Bertacca      |
|    | Italia (bandiera) | D     | Giovanni Bertoni    |
|    | Italia (bandiera) | P     | Lio Biagini         |
|    | Italia (bandiera) | A     | S. Bonelli          |
|    | Italia (bandiera) | C     | Mario Ceremigna     |
|    | Italia (bandiera) | C     | A. Del Vaso         |
|    | Italia (bandiera) | D     | Dino Donati         |
|    | Italia (bandiera) | A     | G. Giannecchini     |
|    | Italia (bandiera) | D     | F Maggi (I)         |
|    | Italia (bandiera) | D     | Giuseppe Maggi (V)  |
|    | Italia (bandiera) | A     | Orazio Maggi        |

| N. |                   | Ruolo | Calciatore          |
| -- | ----------------- | ----- | ------------------- |
|    | Italia (bandiera) | C     | L. Mariani          |
|    | Italia (bandiera) | P     | G. Matteucci        |
|    | Italia (bandiera) | C     | Romolo Morzanti     |
|    | Italia (bandiera) | C     | Danilo Nardini      |
|    | Italia (bandiera) | D     | Antonio Paolicchi   |
|    | Italia (bandiera) | D     | Francesco Pellistri |
|    | Italia (bandiera) | P     | Carlo Pucci         |
|    | Italia (bandiera) | C     | Giuseppe Puccioni   |
|    | Italia (bandiera) | P     | A. Puliti           |
|    | Italia (bandiera) | D     | Confido Ricci       |
|    | Italia (bandiera) | P     | Bruno Rusich        |
|    | Italia (bandiera) | A     | Armando Seglie      |
|    | Italia (bandiera) | C     | I. Taiti            |
|    | Italia (bandiera) | A     | Sauro Taiti         |
|    | Italia (bandiera) | D     | Roberto Velani      |